# Carlos Zambrano (boxeador)
Carlos Zambrano Córdova (Chincha, Perú, 12 de julio de 1984) es un boxeador profesional peruano, como boxeador se coronó campeón sudamericano de la Asociación Mundial de Boxeo de peso pluma. Es sobrino nieto de Mauro Mina.

## Biografía

### Aficionado
- Medalla de plata en los Juegos Panamericanos de Cartagena de Indias, Colombia.
- Medalla de bronce en los Juegos Bolivarianos de Armenia Pereira, Colombia.
- Medalla de oro en la Copa Pacífico de Ecuador.
- Medalla de plata en el Pre Panamericano de Argentina.
- Octavo en el Campeonato del Mundo de Chicago, Estados Unidos en 2008.

Siendo su entrenador el exboxeador Miguel "Ratón" Masias.

### Carrera profesional
En el 2008 toma la decisión de dejar el boxeo aficionado y pasa a firmar un contrato con el que ahora es su mánager Jorge Bartra Souza, iniciando así su carrera como boxeador profesional. Desde entonces entrena con Oscar Coronel, desarrollando su carrera en Nueva Jersey. El 28 de marzo de 2015 obtuvo el título mundial interino de la Asociación Mundial de Boxeo en Lima, al vencer al dominicano Daniel Ramírez por decisión unánime.

## Récord Profesional
| Res. | Récord | Oponente                 | Fecha                    | Asalto     | Tiempo | Localidad                         | Notas                                          |
| G    | 20-0   | Víctor Coronado          | 25 de mayo               | UD 8(8)    | 3:00   | Chincha, Perú                     | Vacante fedelatin del peso pluma de la AMB.    |
| G    | 19-0   | Edilson Rio              | 16 de marzo              | UD 8 (8)   | 3:00   | Estadio Miguel Grau, Lima, Perú   |                                                |
| G    | 18-0   | José Miguel Payares      | 8 de diciembre de 2012   | TKO 7 (8)  | 1:10   | Comas, Lima, Perú                 |                                                |
| G    | 17-0   | Diego Alberto Chaves     | 27 de octubre de 2012    | UD 10 (10) | 3:00   | Chincha, Perú                     | Defensa del título Sudamericano Pluma del CMB. |
| G    | 16-0   | Álvaro Marimon           | 18 de agosto de 2012     | UD 9 (9)   | 3:00   | Estadio Miguel Grau, Lima, Perú   |                                                |
| G    | 15-0   | Darli Goncalves Pires    | 23 de junio de 2012      | TKO 3 (10) | 1:21   | Estadio Miguel Grau, Lima, Perú   | Ganó el título vacante del peso pluma.         |
| G    | 14-0   | Willy Condor             | 14 de abril de 2012      | TKO 3 (6)  | 0:45   | Coliseo Eduardo Dibos, Lima, Perú |                                                |
| G    | 13-0   | Roberto Santos de Jesús  | 16 de abril de 2011      | TKO 2 (10) | 1:12   | Estadio Monumental, Lima, Perú    |                                                |
| G    | 12-0   | Lante Addy               | 16 de octubre de 2010    | KO 8 (10)  | 2:33   | Nueva Jersey, Estados Unidos      |                                                |
| G    | 11-0   | Ramón Elizer Esperanza   | 26 de junio de 2010      | TKO 1 (10) | 2:05   | Lima, Perú                        |                                                |
| G    | 10-0   | Óscar Carrillo Villa     | 27 de febrero de 2010    | KO 1 (8)   | 1:45   | Lima, Perú                        |                                                |
| G    | 9-0    | Carlos Francis Hernández | 5 de diciembre de 2009   | UD 8 (8)   | 3:00   | California, Estados Unidos        |                                                |
| G    | 8-0    | Jason Rorie              | 18 de septiembre de 2009 | UD 6 (6)   | 3:00   | New York, Estados Unidos          |                                                |
| G    | 7-0    | Carlos de Jesús          | 20 de junio de 2009      | TKO 2 (6)  | 1:35   | Lima, Perú                        |                                                |
| G    | 6-0    | Ángel López              | 15 de mayo de 2009       | TKO 4 (6)  | 2:31   | Nueva York, Estados Unidos        |                                                |
| G    | 5-0    | Javier Dennis            | 25 de febrero de 2009    | KO 1 (6)   | 1:08   | Nueva Jersey, Estados Unidos      |                                                |
| G    | 4-0    | Soumana Nandou Abdoulaye | 29 de octubre de 2008    | UD 4 (4)   | 3:00   | Nueva Jersey, Estados Unidos      |                                                |
| G    | 3-0    | Rasool Shakoor           | 3 de octubre de 2008     | UD 4 (4)   | 3:00   | Pennsylvania, Estados Unidos      |                                                |
| G    | 2-0    | Soumana Nandou Abdoulaye | 6 de agosto de 2008      | UD 4 (4)   | 3:00   | Nueva York, Estados Unidos        |                                                |
| G    | 1-0    | José L Guzmán            | 31 de enero de 2008      | UD 4 (4)   | 3:00   | Nueva York, Estados Unidos        | Debut Profesional.                             |

- Datos: Q16223566